# 淡路白樱蛤
淡路白樱蛤（学名：Macoma awajiensis），是帘蛤目樱蛤科白樱蛤属的一种。主要分布于中国大陆，常栖息在潮下带。